# Slåttergräsfjäril
Slåttergräsfjäril (Maniola jurtina) är en fjärilsart i familjen praktfjärilar. 

## Utseende
Vingspannet varierar mellan 36 och 49 millimeter. Ovansidan på hanen är mörkt brun. I framhörnet på framvingen finns en svart fläck omgiven av ett litet, diffust orange fält och med en vit mittprick. Sådana fläckar kallas ögonfläckar eftersom de liknar ögon och deras syfte är att skrämma rovdjur som vill äta upp fjärilen. Honans ovansida liknar hanens, men det orange fältet omkring ögonfläcken är större. Hanen och honan är ganska lika varandra på undersidan. Där är framvingen orange med ljusbrun ytterkant och en svart ögonfläck i framhörnet. Bakvingen är ljusbrun och har ett grått till gulvitt band tvärs över. I detta band finns ofta några små svarta fläckar.
Larven är ganska ljust grön med korta hår och blir upp till 25 millimeter lång.

## Utbredning
Slåttergräsfjärilens utbredningsområde sträcker sig från västligaste Europa och norra Afrika genom Mindre Asien till Uralbergen och Iran. Den finns i södra Sverige upp till södra Värmland och norra Uppland. I övriga Norden finns den i sydligaste Finland, i sydligaste Norge och över hela Danmark.

## Ekologi
Värdväxter, de växter larven lever på och äter av, är olika gräs bland annat arter i svingelsläktet, skaftingsläktet och kavlesläktet.
Flygtiden, den period när fjärilen är fullvuxen, imago, infaller i juni-augusti. Dess habitat, miljön den lever i, är marker med gräs, till exempel slåtterängar.

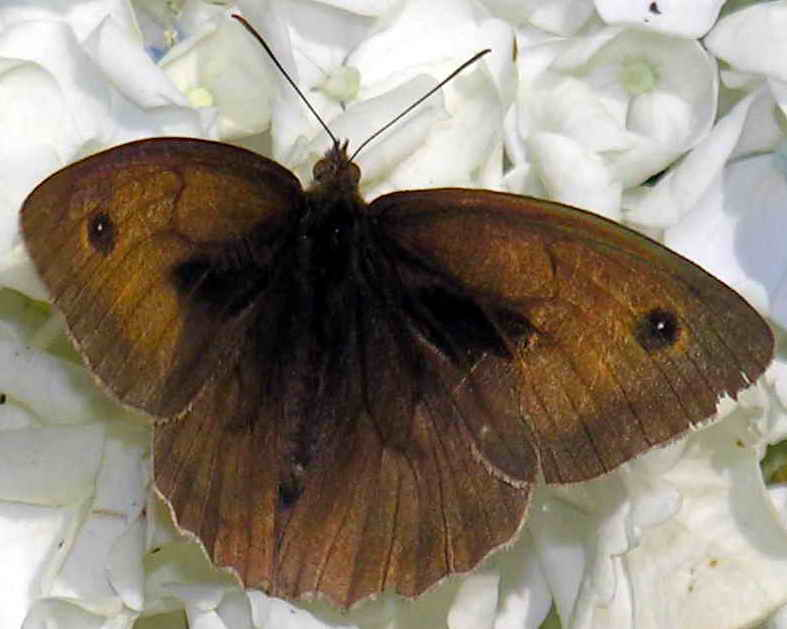
Hane av slåttergräsfjäril, fotograferad i Spanien.
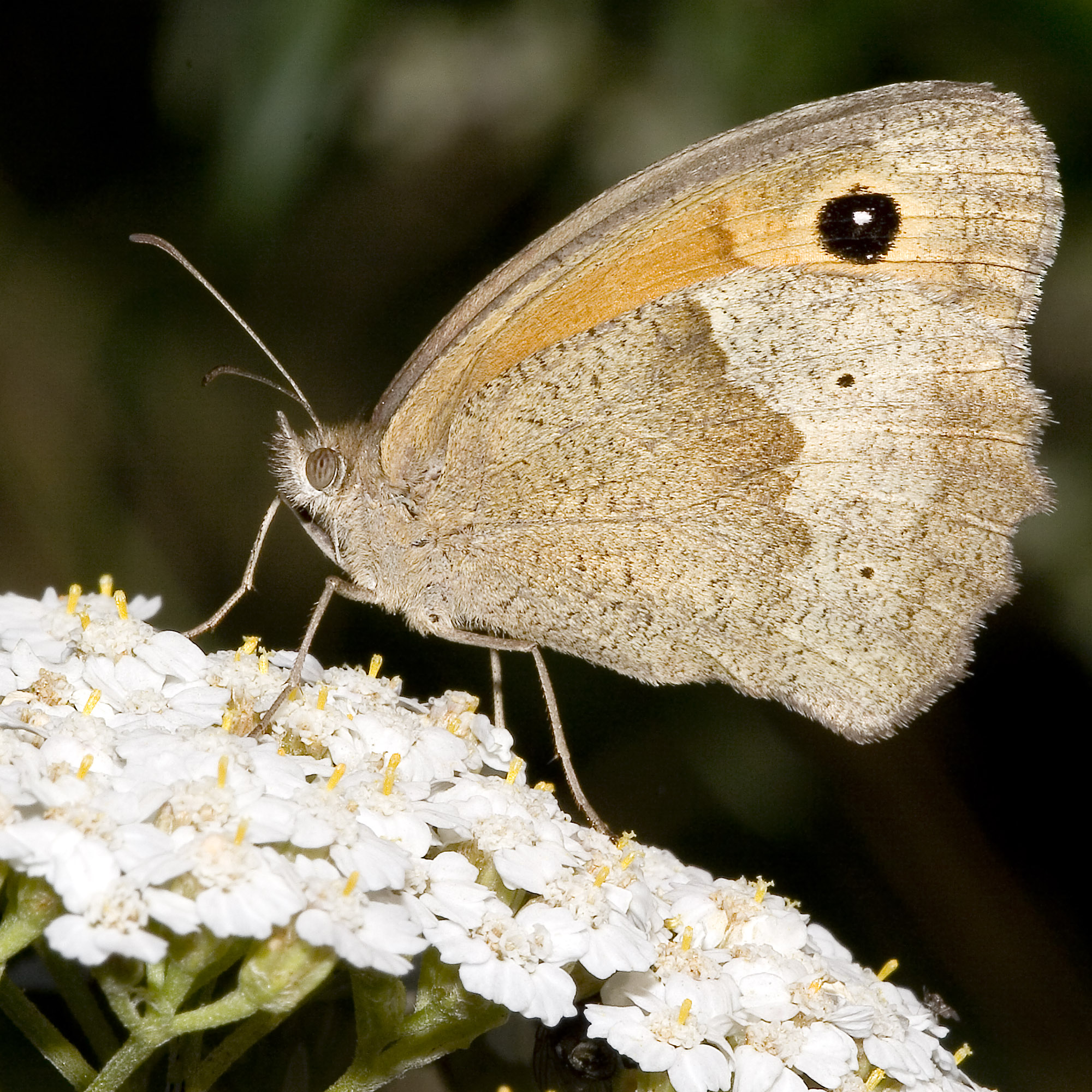
Undersidan på hona, fotograferad i Tyskland.
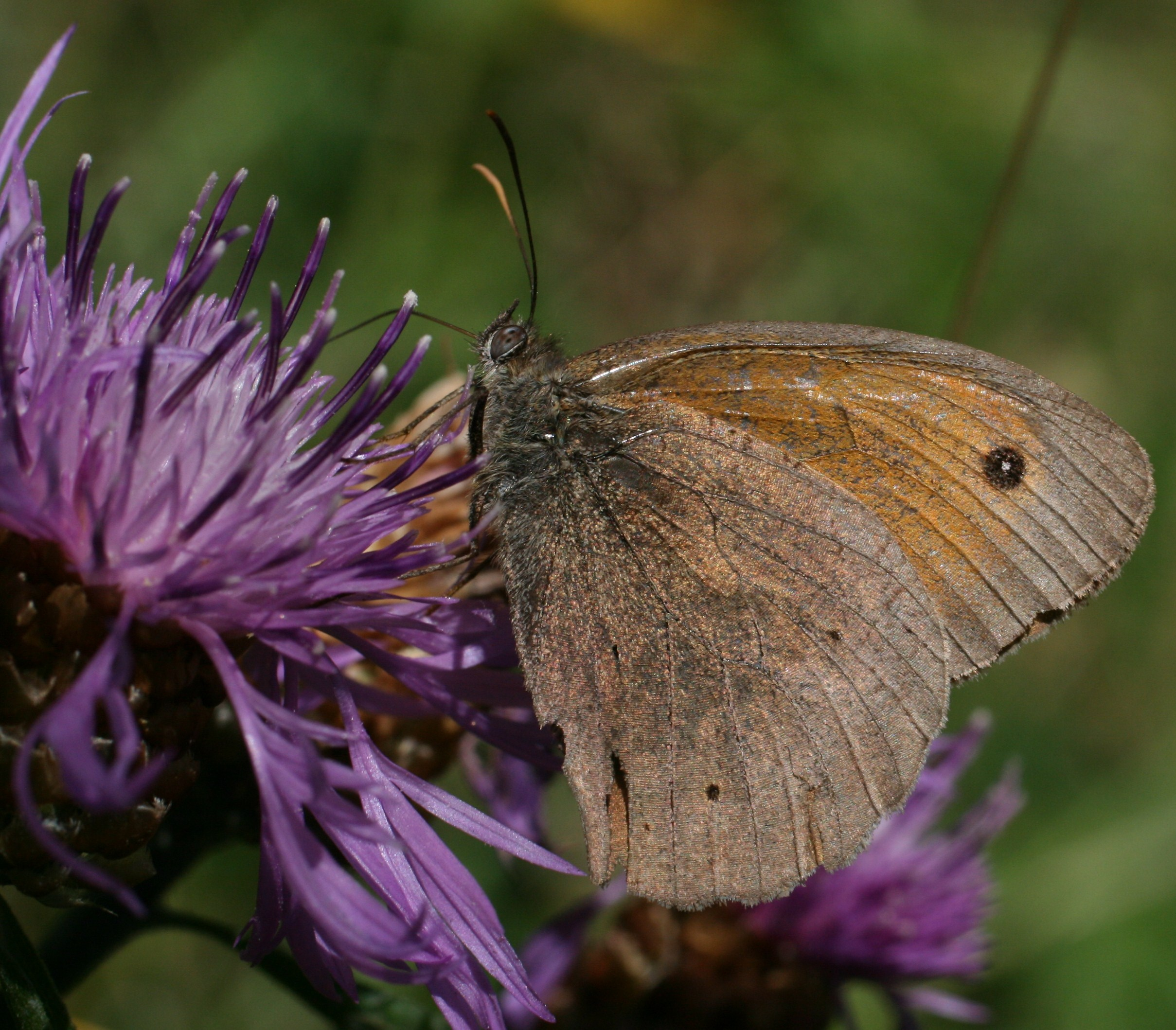
Fotograferad på Grinda i Stockholms skärgård